# Уокер, Джанет
Джанет Уокер (10 июня 1850 — 1940) — профессор права в юридической школе Осгуд-Холл Йоркского университета (с 1996 года), занимала так же различные должности в Йоркском университете. Член Ассоциации международного права по Канадскому отделению.
Автор более 79 научных, учебных и учебно-методических работ.

## Работа
- до 2012 года - президент Канадской ассоциации международного права[источник не указан 4548 дней]
- специальный лектор в Академии международного права (в 2007 году)
- вице-президент Канадской ассоциации международного права (с 2002 года) позднее была выбрана президентом.
- Клерк верховного судьи Онтарио, Канада (в 1993).
- Практический опыт работы аналитиком во многих известных юридических компаниях.

## Образование
- Защитила Ph.D. в Оксфордском университете на тему «The Constitution of Canada and the Conflict of Laws.» (Конституция Канады и Конфликт Права).
- бакалавр права в школе права Osgoode Hall Йоркского университета
- магистр гуманитарных наук в Йоркском университете
- бакалавр искусств